# حلاج (پنبه‌زنی)

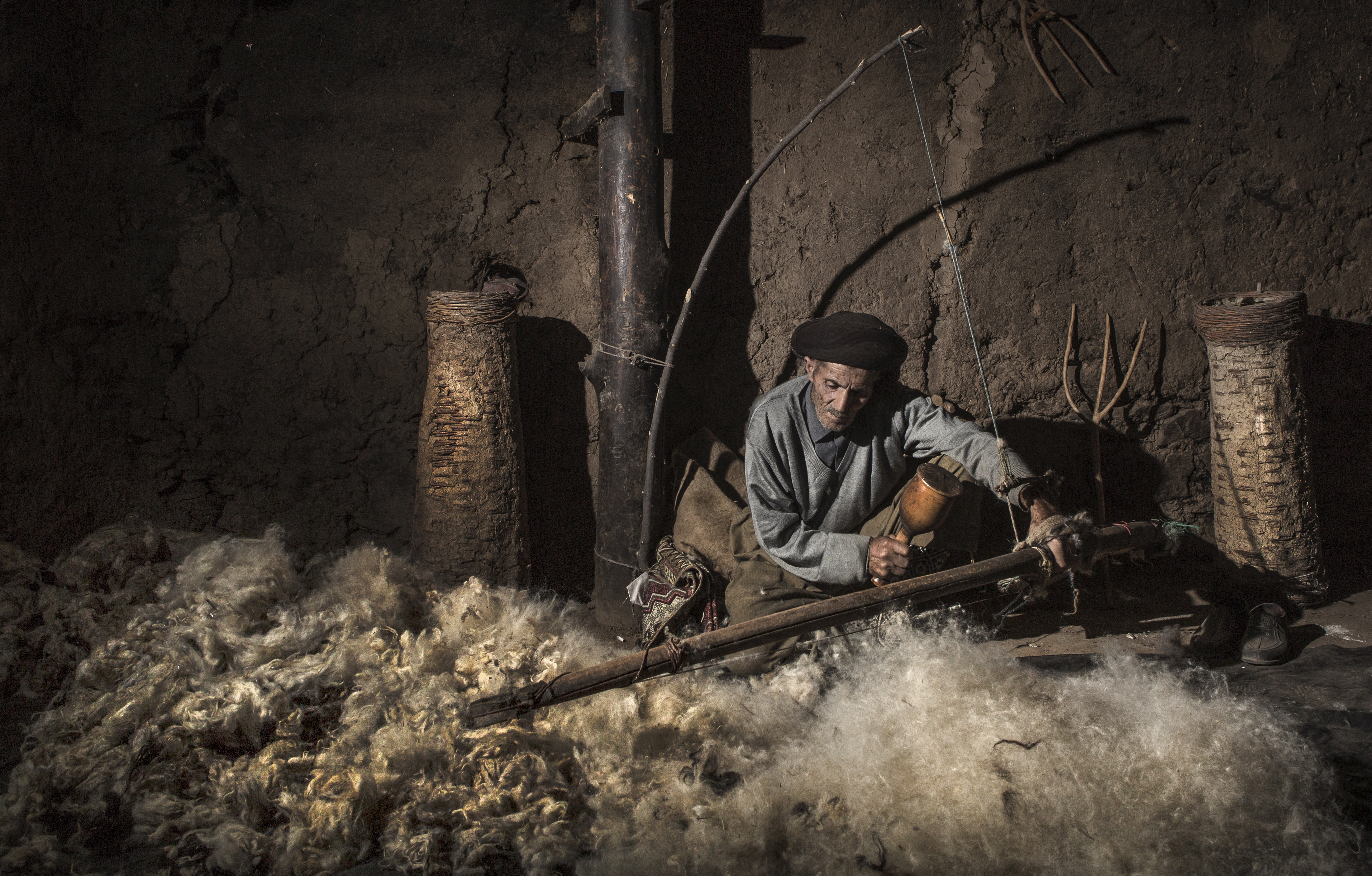
نگاره‌ای از یک حلاج اهل ترکیه.

حلاج، از مشاغل سنتی و رو به فراموشی است. حلاجی فرایند پنبه‌زنی برای ساخت تشک، زیرانداز و روانداز بود. به شکل سنتی حلاج‌ها به‌صورت سیار یا در دُکان‌ها خدمات‌شان را ارائه می‌کردند.
پنبه‌زنی نوعی لحاف‌دوزی سنتی است که در آن، پنبه‌ها با استفاده از چَک یا مُشته به روش خاصی پنبه‌های بهم چسبیده را وشا می‌کردند و پس از تمیز کردن، مجدداً آن‌ها را می‌دوختند.